# Gary Herford
Gary Seymour Herford (* 10. August 1940 in Manly; † 17. November 1997 in Mosman) war ein australischer Ruderer.
Der 1,83 Meter große Gary Herford gehörte bei den Olympischen Spielen 1964 in Tokio zum australischen Vierer mit Steuermann. Gary Herford, Alfred Duval, Mick Allan, John Campbell und Steuermann Alan Grover erreichten im Vorlauf den vierten Platz und im Hoffnungslauf den dritten Platz. Mit einem vierten Platz im B-Finale belegten die Australier in der Gesamtwertung den zehnten Platz.
Gary Herford gehörte dem Sydney Rowing Club an. Seine Schwester Kim Herford nahm als Schwimmerin an den Olympischen Spielen in Tokio teil. Beider Vater war der Schwimmtrainer Sam Herford.